# Hege Kristine Kvitsand
Hege Kristine Kvitsand, née le 14 juin 1973 à Trondheim, est une ancienne handballeuse internationale norvégienne, évoluant au poste de pivot.
Dans sa carrière, elle a notamment porté les couleurs du GOG Håndbold, du Bækkelagets SK et du Byåsen Trondheim.
Avec l'équipe de Norvège, elle participe notamment aux jeux olympiques de 1996 et atteint la finale du championnat du monde 1997.

## Palmarès

### En sélection nationale
Jeux olympiques
- 4e place des Jeux olympiques d'été de 1996 à Atlanta

championnats du monde 
- finaliste du championnat du monde 1997
- 4e place du championnat du monde 1995
- troisième du championnat du monde 1993

championnats d'Europe 
- troisième du championnat d'Europe 1994